# Gleise
Die Gleise ist ein rechter Nebenfluss der Saale im Saale-Holzland-Kreis (Thüringen).
Das Quellgebiet der Gleise liegt bei Albersdorf. Sie fließt weiter nach Nordwesten durch die Orte Ascherhütte, Scheiditz, Ilmsdorf, Thalbürgel, Graitschen b. Bürgel, Löberschütz, Beutnitz, Naura und Golmsdorf. Ihre Mündung liegt unweit der des Gönnerbaches in die Saale.
Die Gleise trieb früher zahlreiche Mühlen, z. B. in Nausnitz, in Graitschen und in Löberschütz, an.

## Namensherkunft
Der Gewässername leitet sich vom althochdeutschen glîza oder glîz-aha („Glänzende“ oder „Gleißende“) ab. Der Name bedeutet also das glänzende (bzw. gleißende) Wasser.

## Gleistal

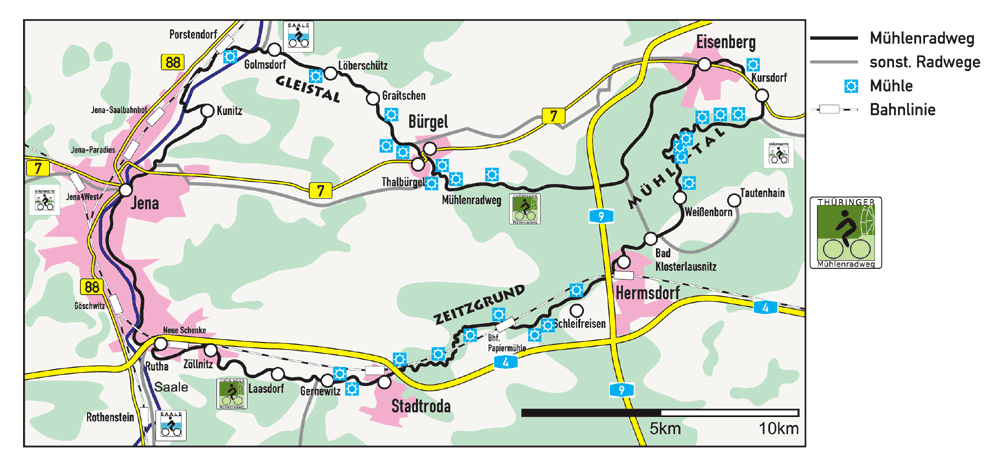
Übersichtskarte des Thüringer Mühlenradwegs

Als Gleistal (auch: Gleisetal) wird der Talabschnitt der Gleise unterhalb von Bürgel bezeichnet. Geografisch gehört das Gleistal zum Bereich des Mittleren Saaletals. Es gilt durch seine besondere Natur und Landschaft als Naherholungsgebiet. Von 1905 bis 1969 verlief der Westteil der Bahnstrecke Crossen–Porstendorf im Gleistal; die Bundesstraße 7 kreuzt dieses unterhalb von Bürgel.

### Landschaft
Das Gleistal wird durch die Berge des Hufeisens und den Alten Gleisberg im Süden und den Höhen des Tautenburger Forsts im Norden begrenzt. Dabei bilden die Talhänge zwei verschiedene Formen aus. Von den bewaldeten Bergen fallen die Hänge erst im Bereich des Muschelkalks steil und teils felsig, und im unteren Bereich im Buntsandstein flach und hügelig ab. Die Steilhänge können durch ihre Beschaffenheit nur schlecht genutzt werden. Dagegen wird auf den flachen Hangabschnitten Ackerbau und Weidewirtschaft betrieben. Zudem befanden sich an den süd- bis südwestlich ausgerichteten Hängen des Gleistals bedeutende Weinlagen, welche im Laufe der Neuzeit durch teilweise noch erhaltene Streuobstwiesen und Pfingstrosenfelder ersetzt wurden. Diese Nutzungsarten und die teilweise noch erhaltenen Weinbergshäuschen ergeben ein sehr typisches Landschaftsbild.
Namentlich eng mit der Gleise und dem Gleistal verbunden sind die beiden markantesten Berge der Gegend, der Große Gleisberg und der Alte Gleisberg. Auf beiden Anhöhen befinden sich historische Siedlungsplätze, die die strategisch günstige Lage unterstreichen. Auf dem Großen Gleisberg errichtete man im Mittelalter die Burg Gleißberg (neuzeitlich auch Kunitzburg genannt), welche heute noch als Ruine erhalten ist. Auf dem Alten Gleisberg existierte eine bedeutende ur- und frühgeschichtliche Höhensiedlung.

### Pflanzenwelt
An den Südhängen des Gleistals liegt das Naturschutzgebiet Gleistalhänge, welche zu den charakteristischen Kalk-Trockenhängen des Saaletals bei Jena gehören. Deshalb finden sich auch hier viele Orchideenarten wie Bienen- und Spinnen-Ragwurz.

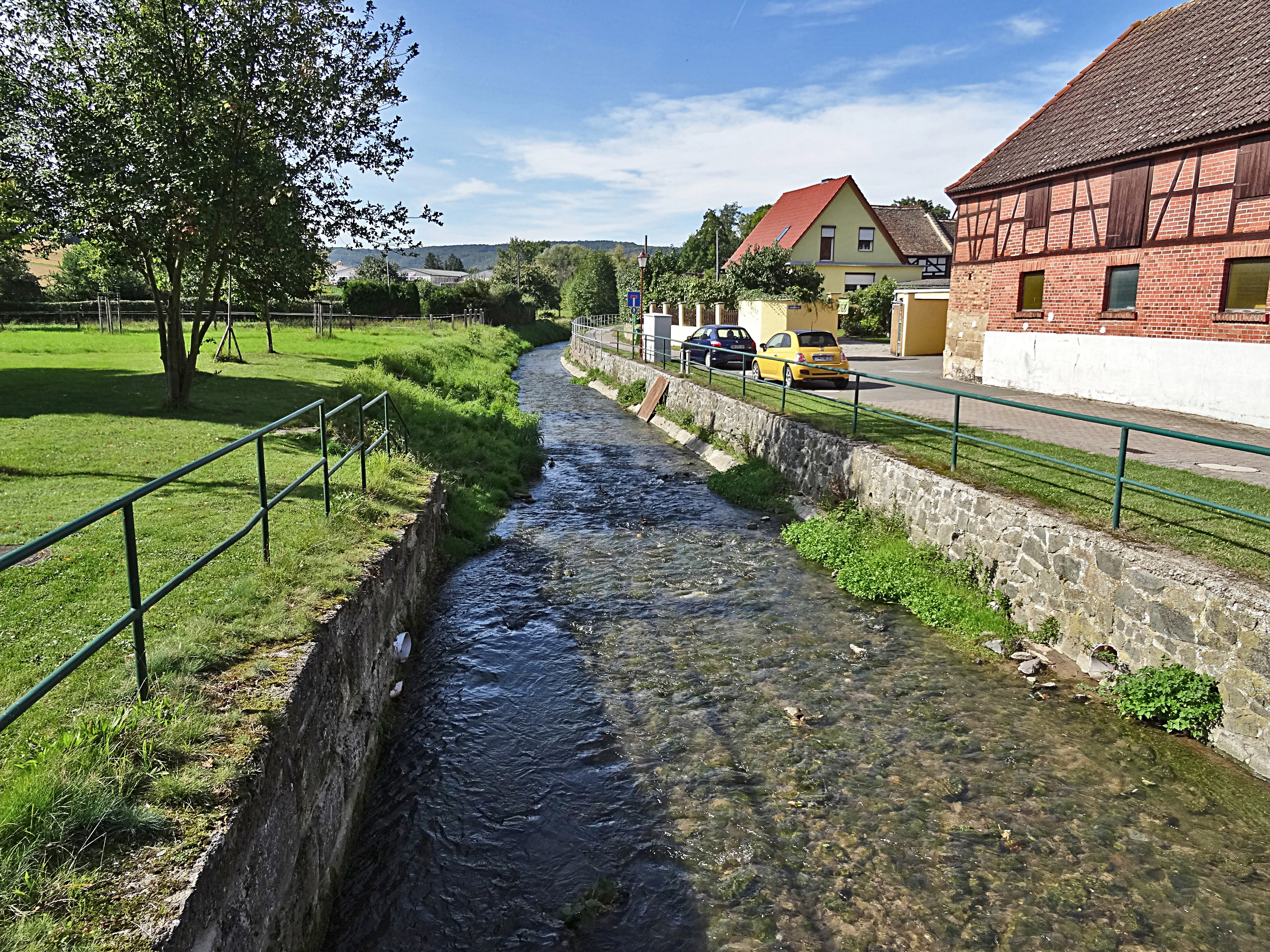
Gleise in Beutnitz
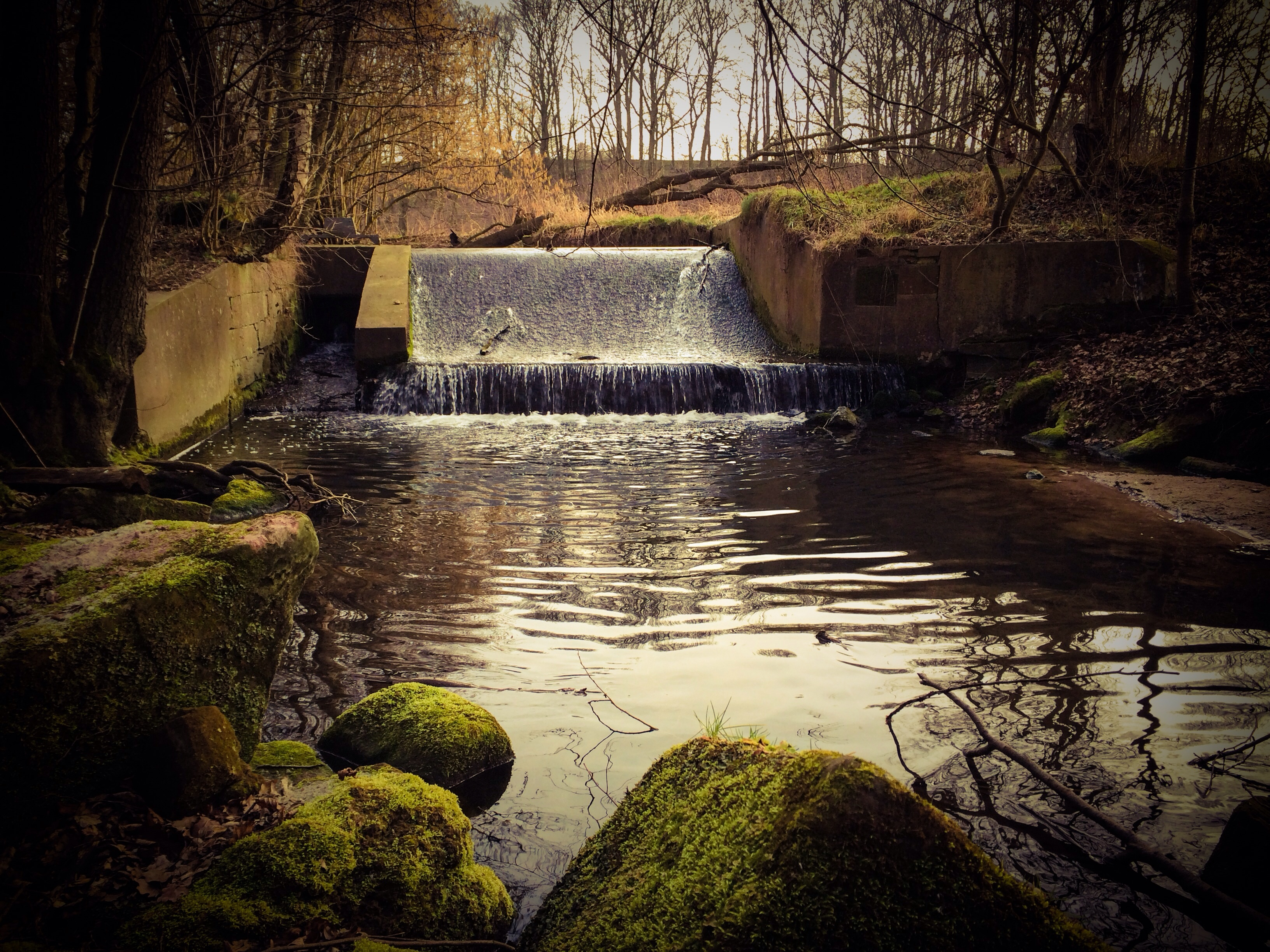
Gleise bei Nausnitz
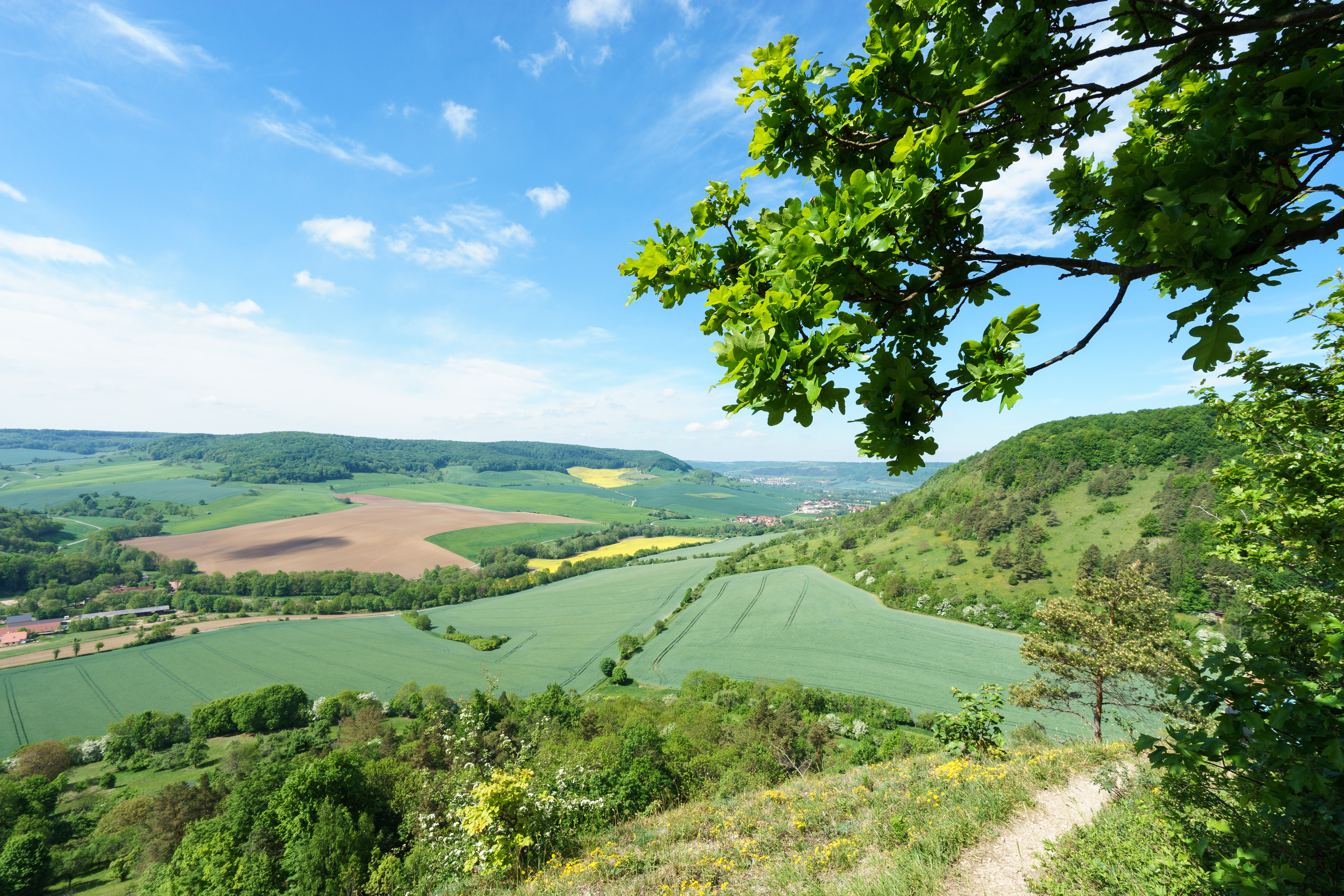
Blick von der Zietschkuppe in das Gleistal
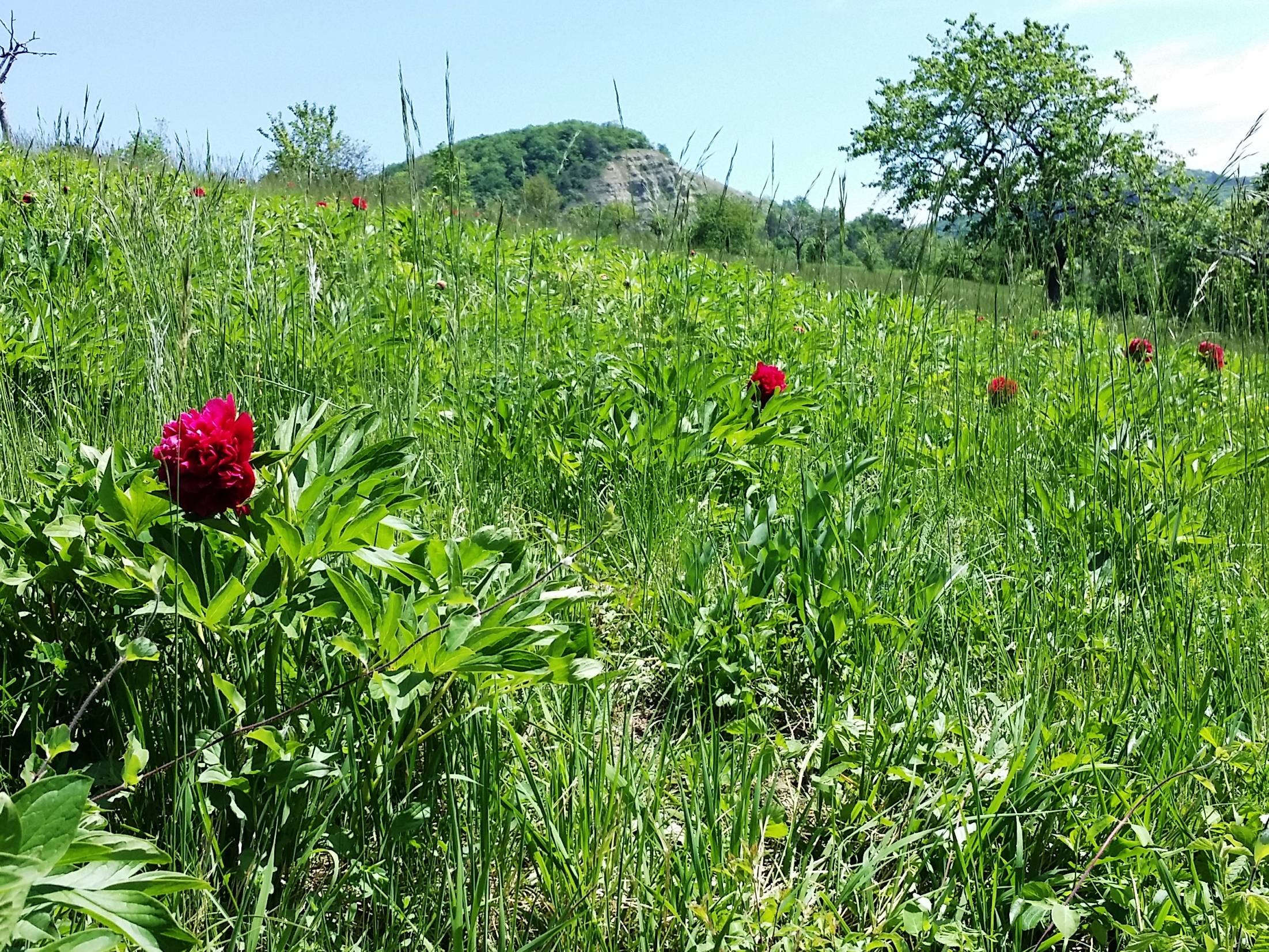
Verwilderte Pfingstrosen an den Gleistalhängen